# Betzenstein
Betzenstein település Németországban, azon belül Bajorországban. Lakosainak száma 2515 fő (2023. december 31.).

## Fekvése
Erlangentől északkeletre fekvő teklepülés.

## Története

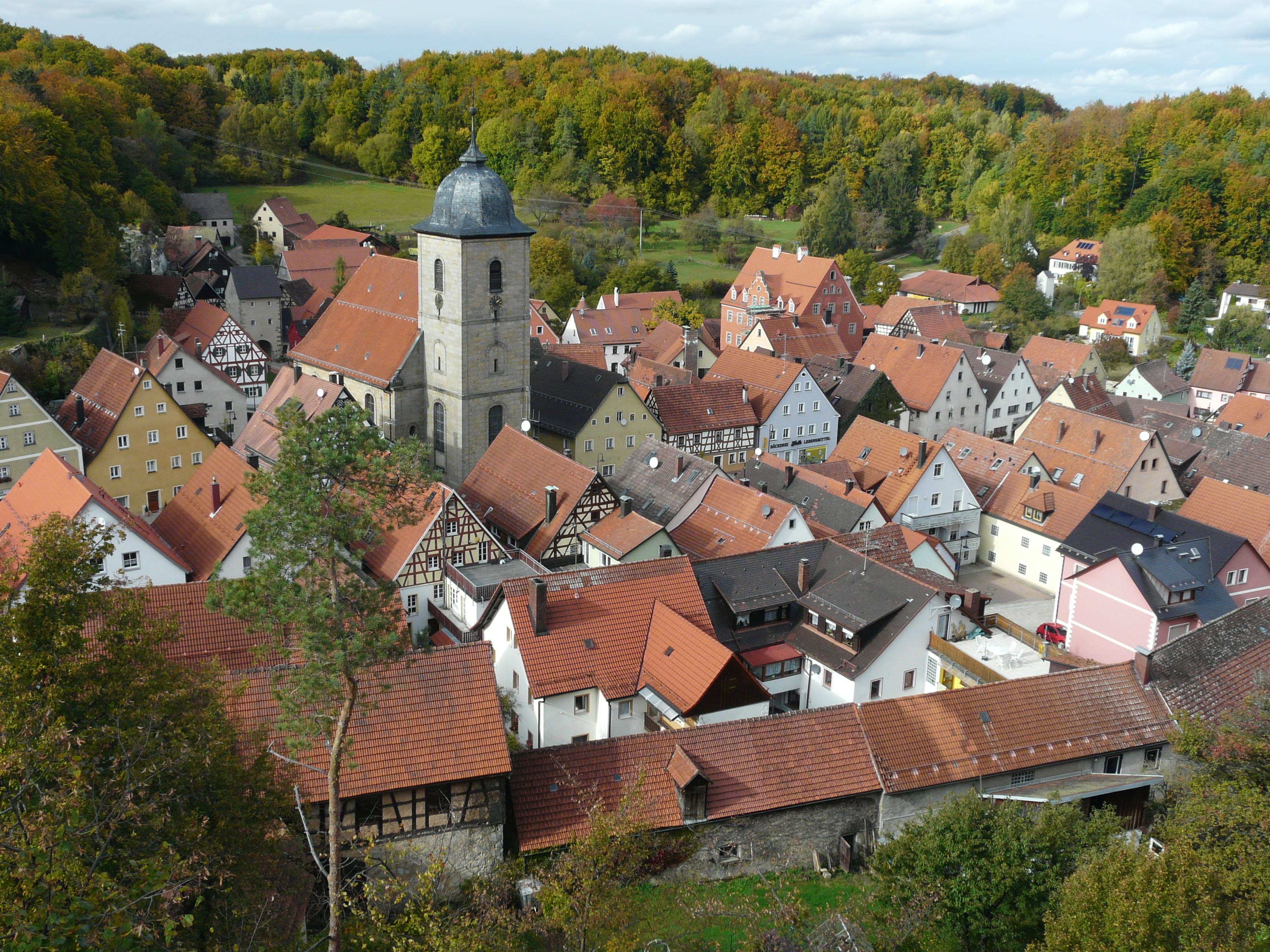
Betzenstein látképe

Betzenstein Bajorföld talán legkisebb városa. A fölötte keskeny sziklanyelvre épült Betzenstein vára (Burg Betzenstein).
Betzenstein nevét 1187-ben említette oklevél. 1359-ben a IV. Károly császár adott piacjogot a városnak. 1505-től a Bajorországhoz, 1806-tól a nürnbergi császári város területéhez tartozott, amely 1500-tól a frankiai császári körhöz tartozott.

## Gazdasága
A komlót a 20. századig termesztették. Szintén nagy jelentőségű volt a 19. század végéig, a vasércbányászat.

## Galéria

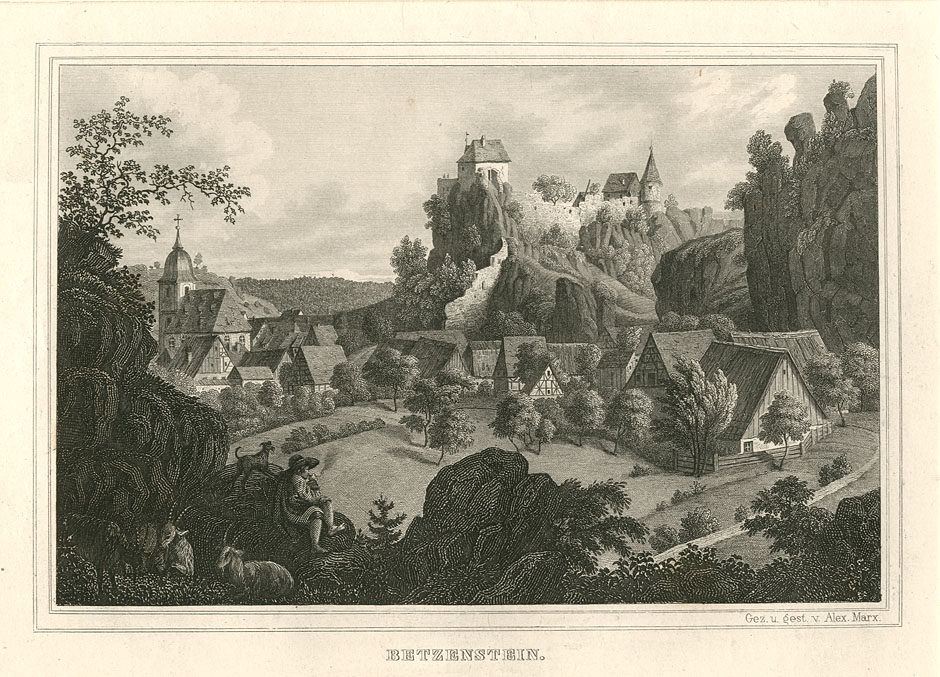
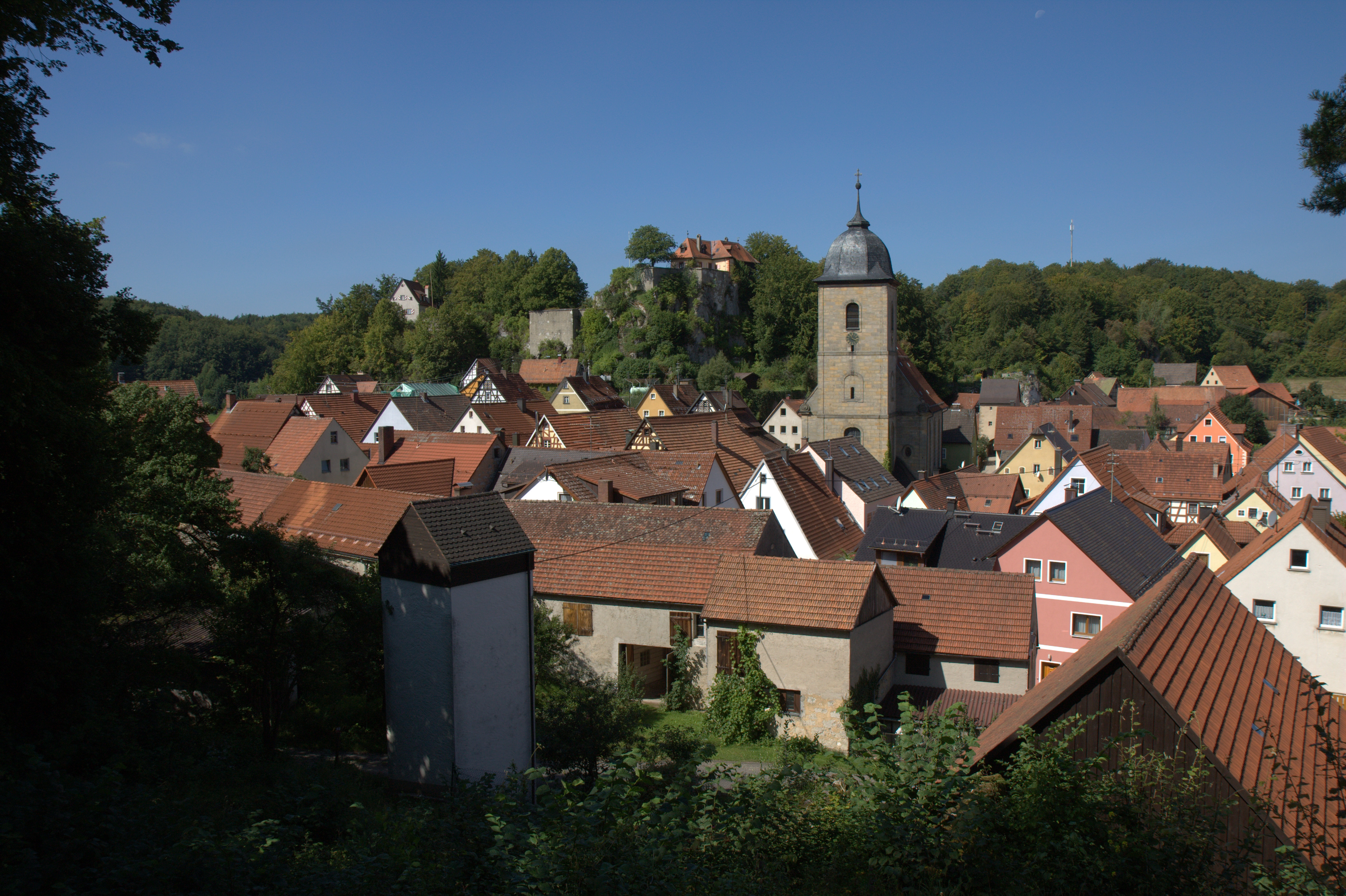
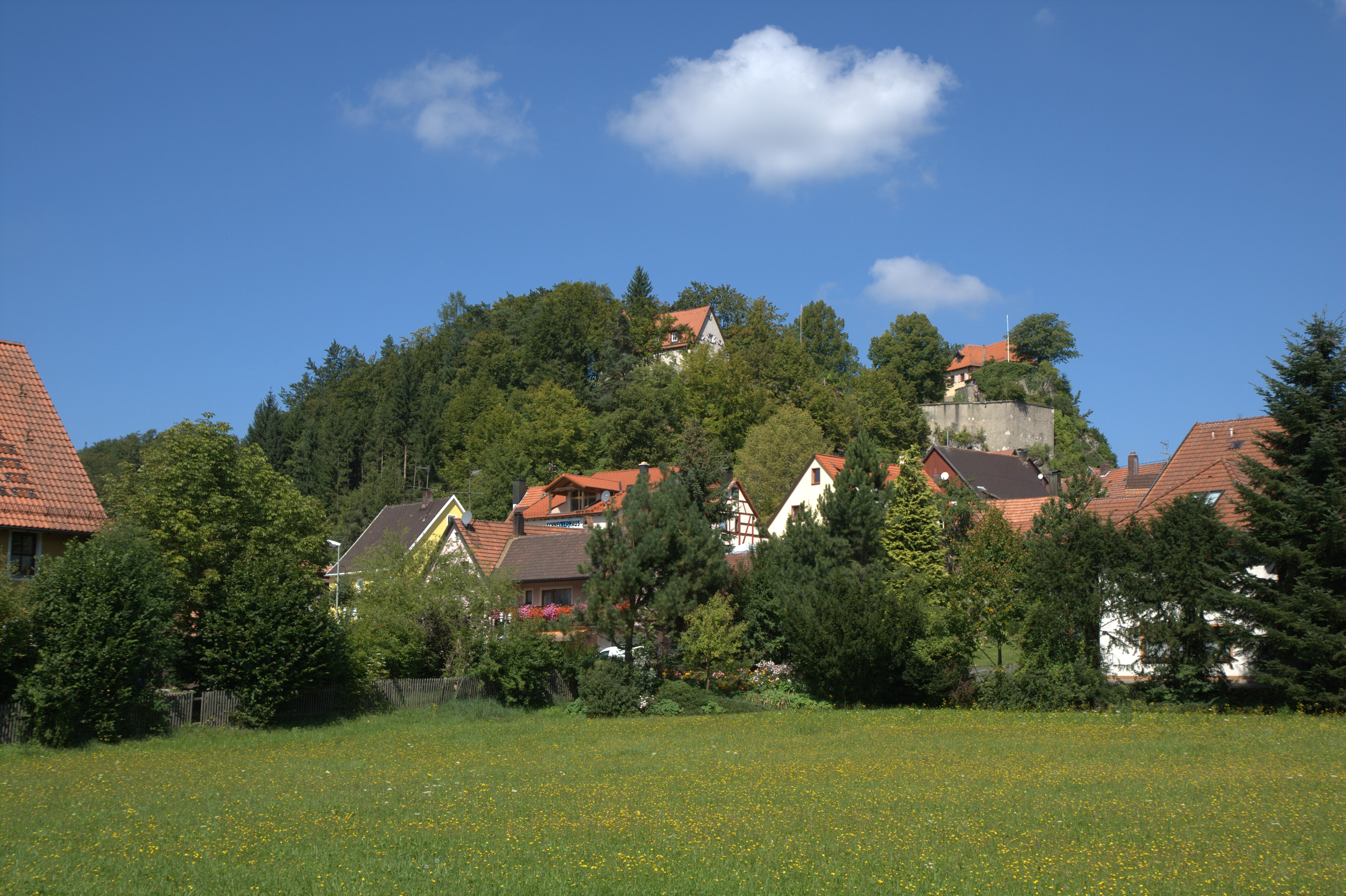
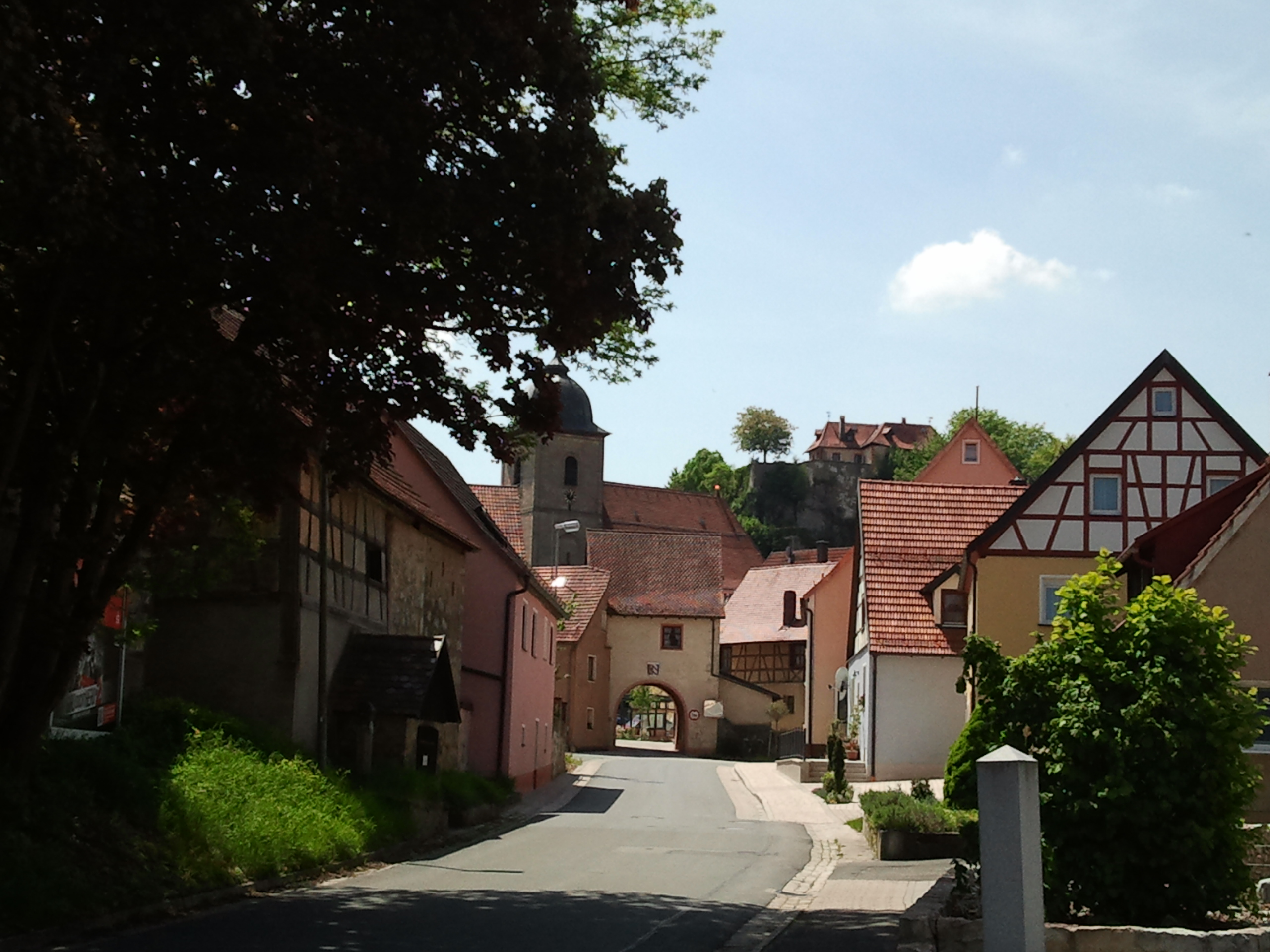
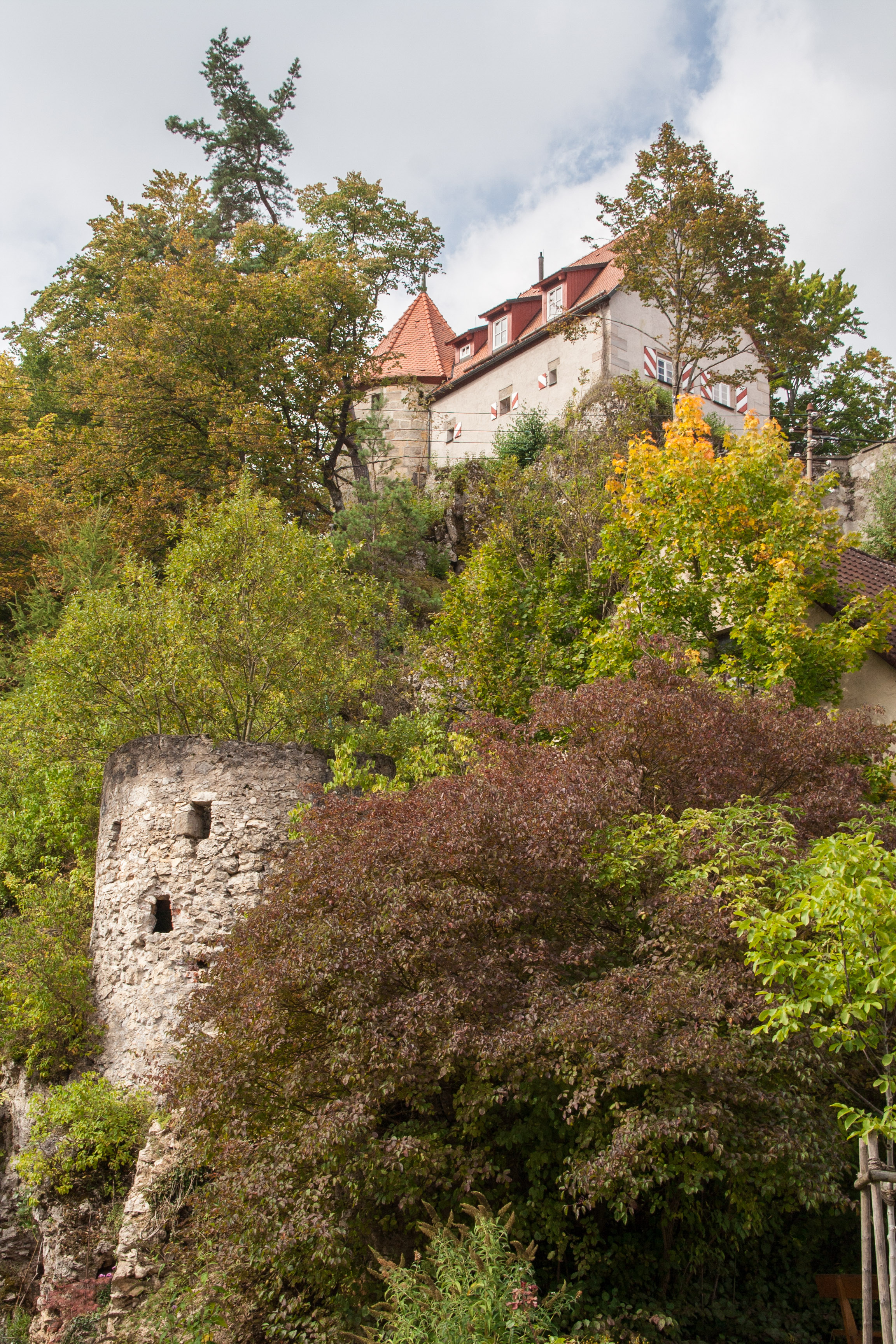
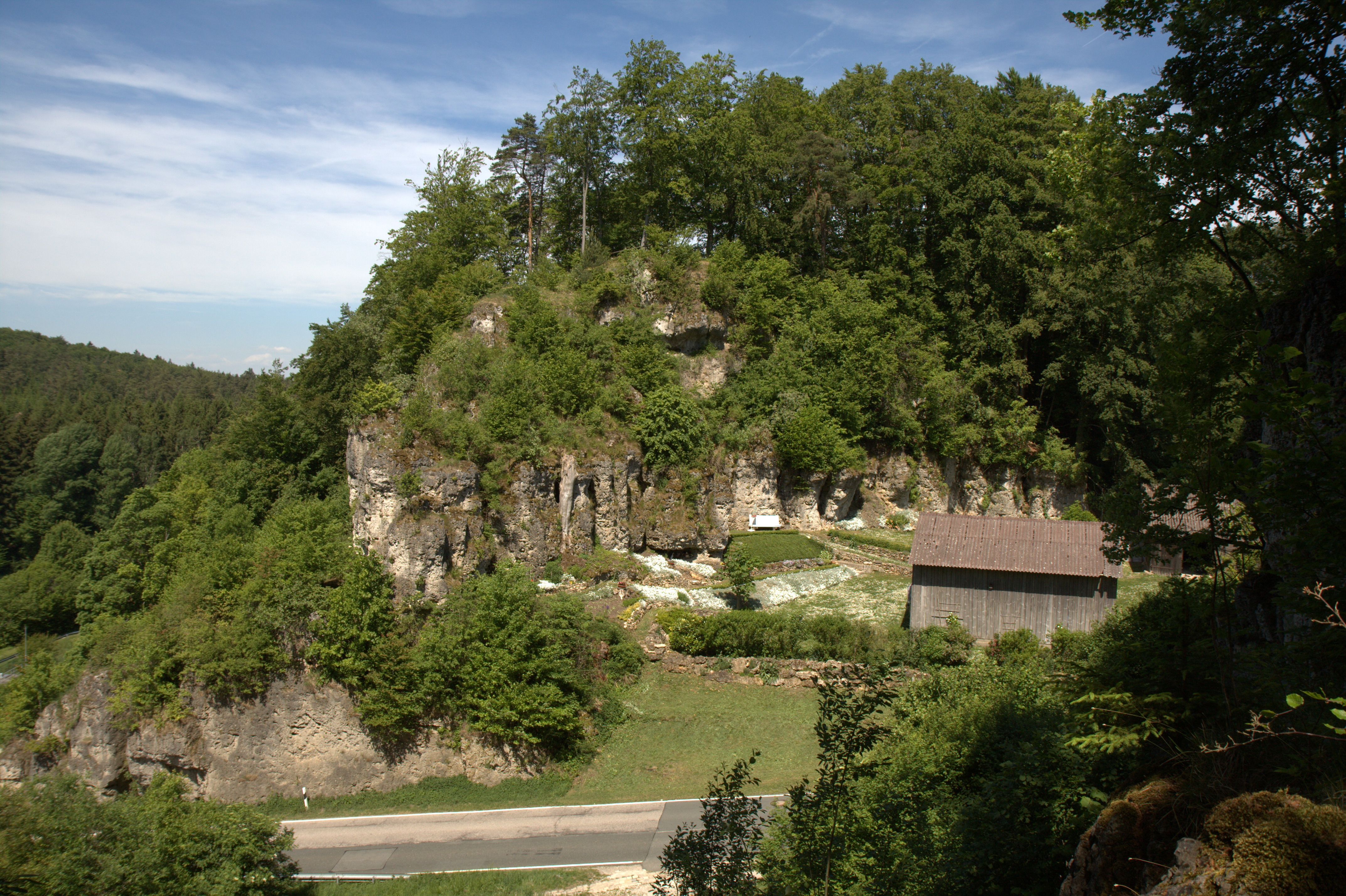
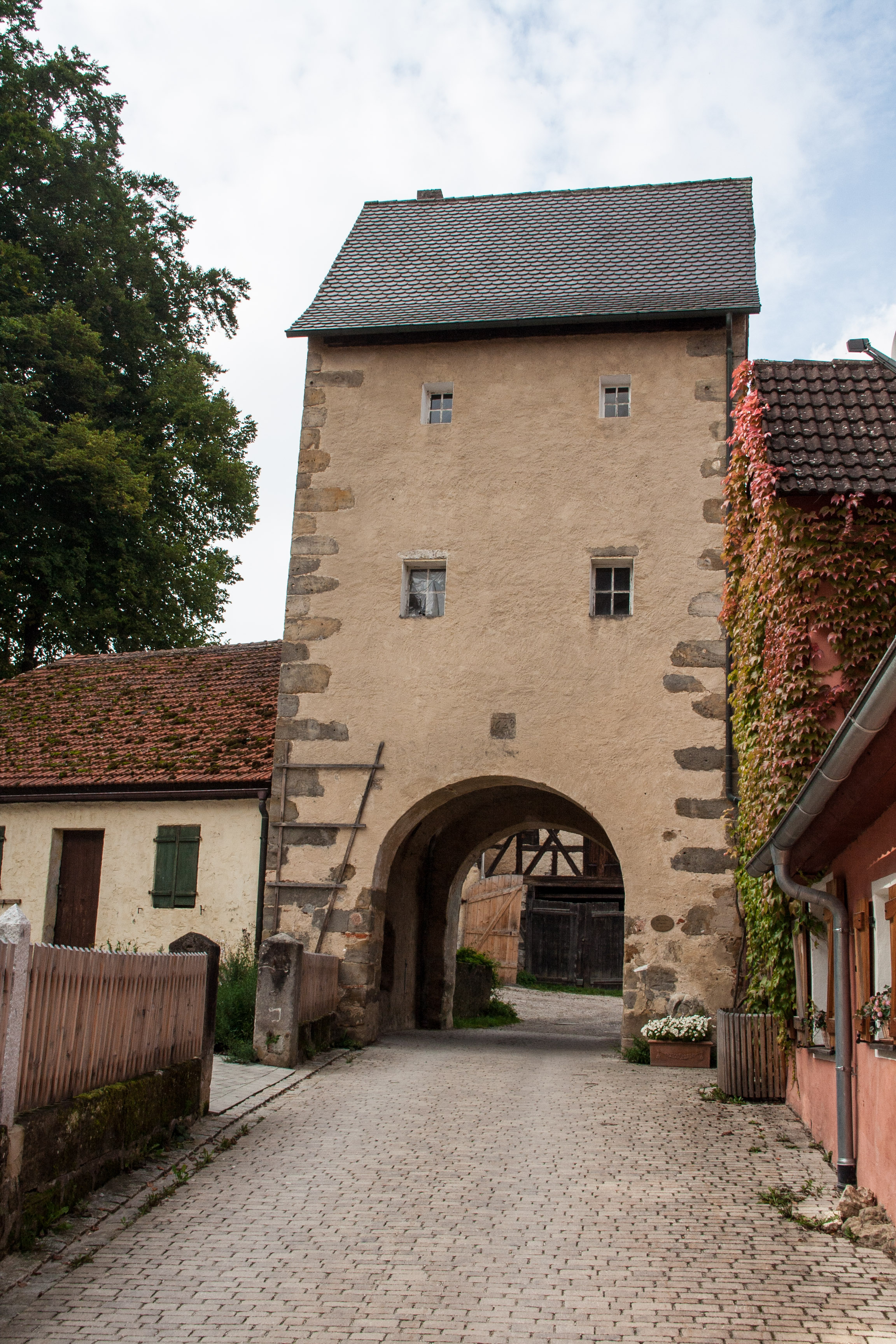
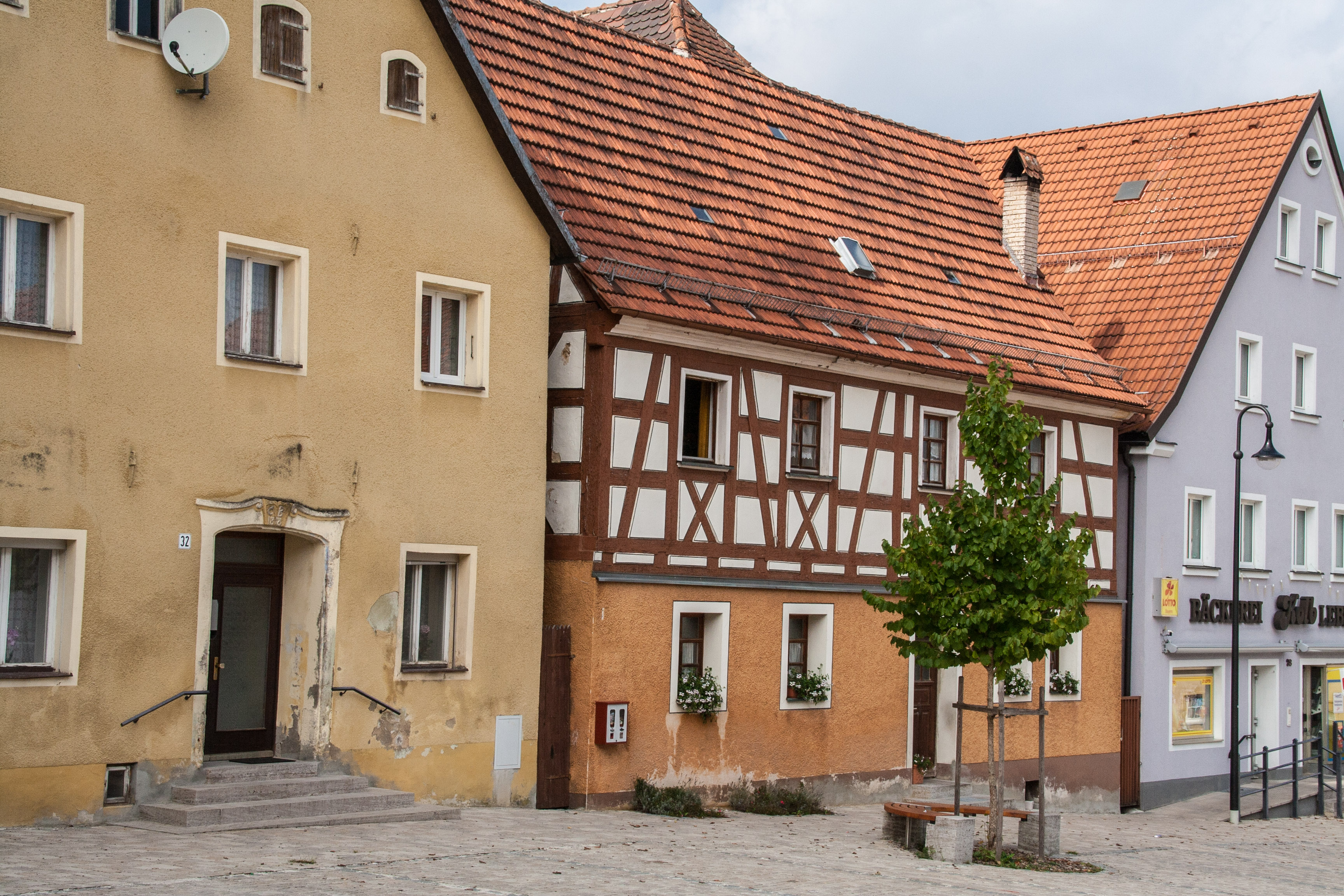
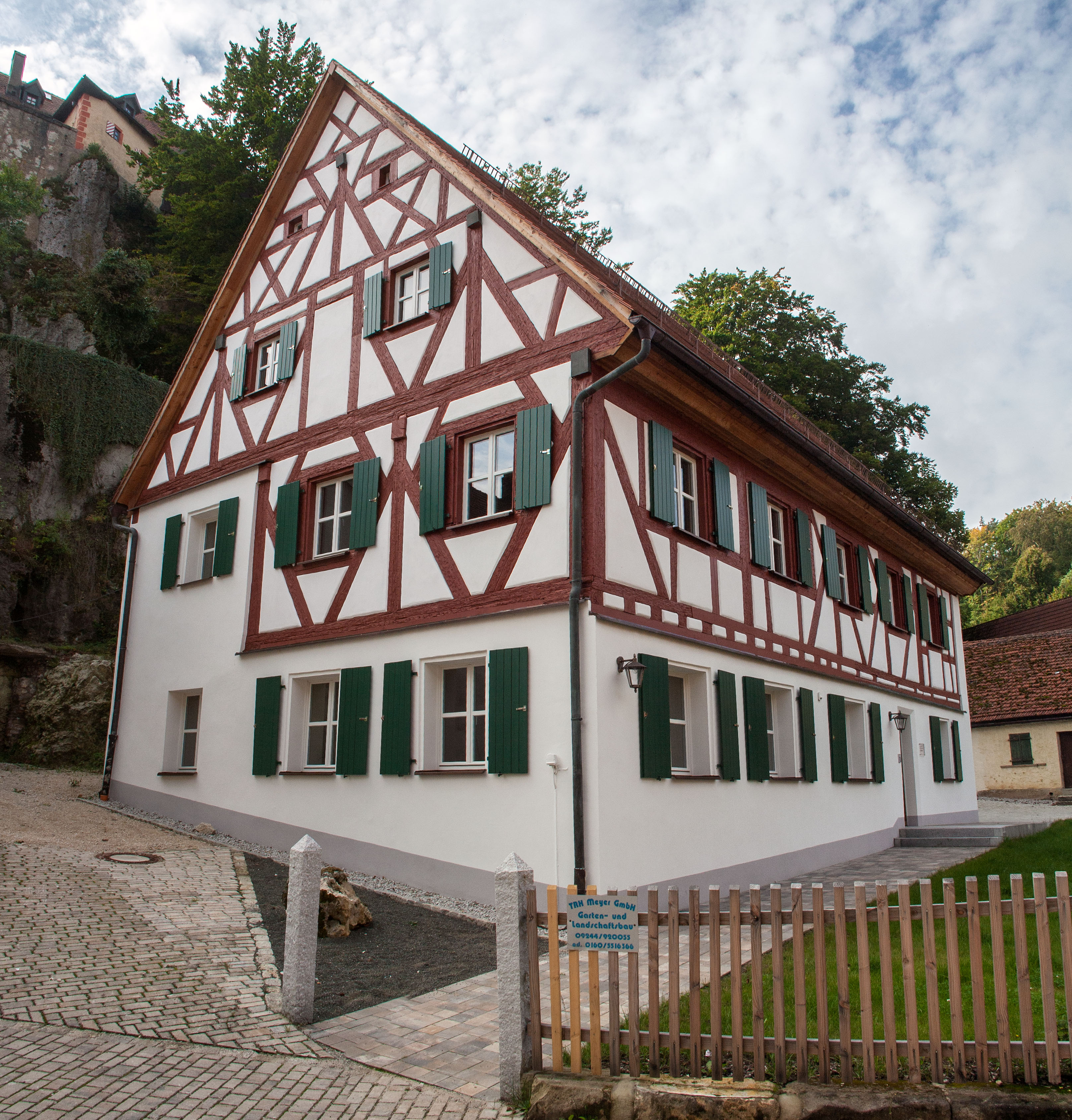
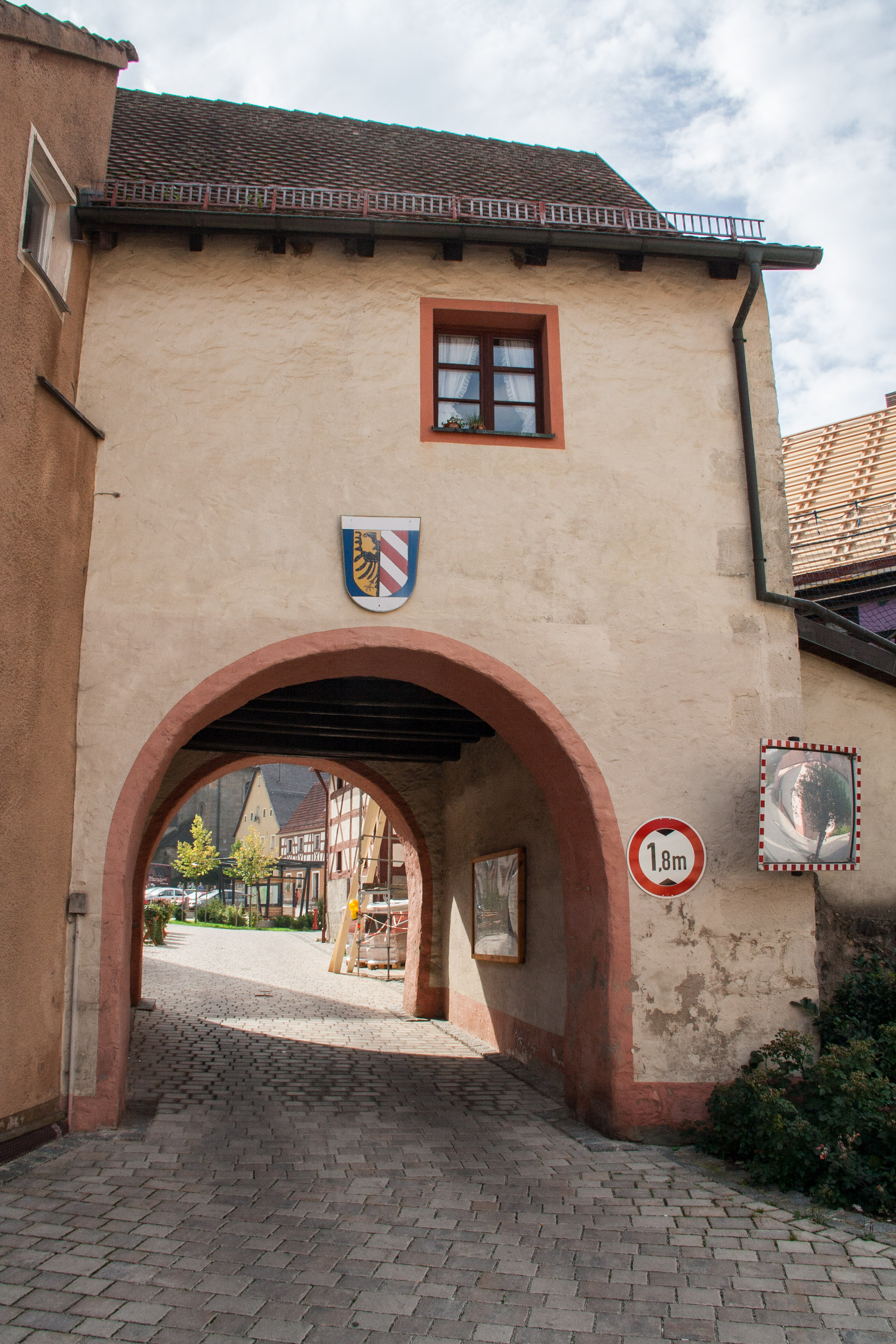
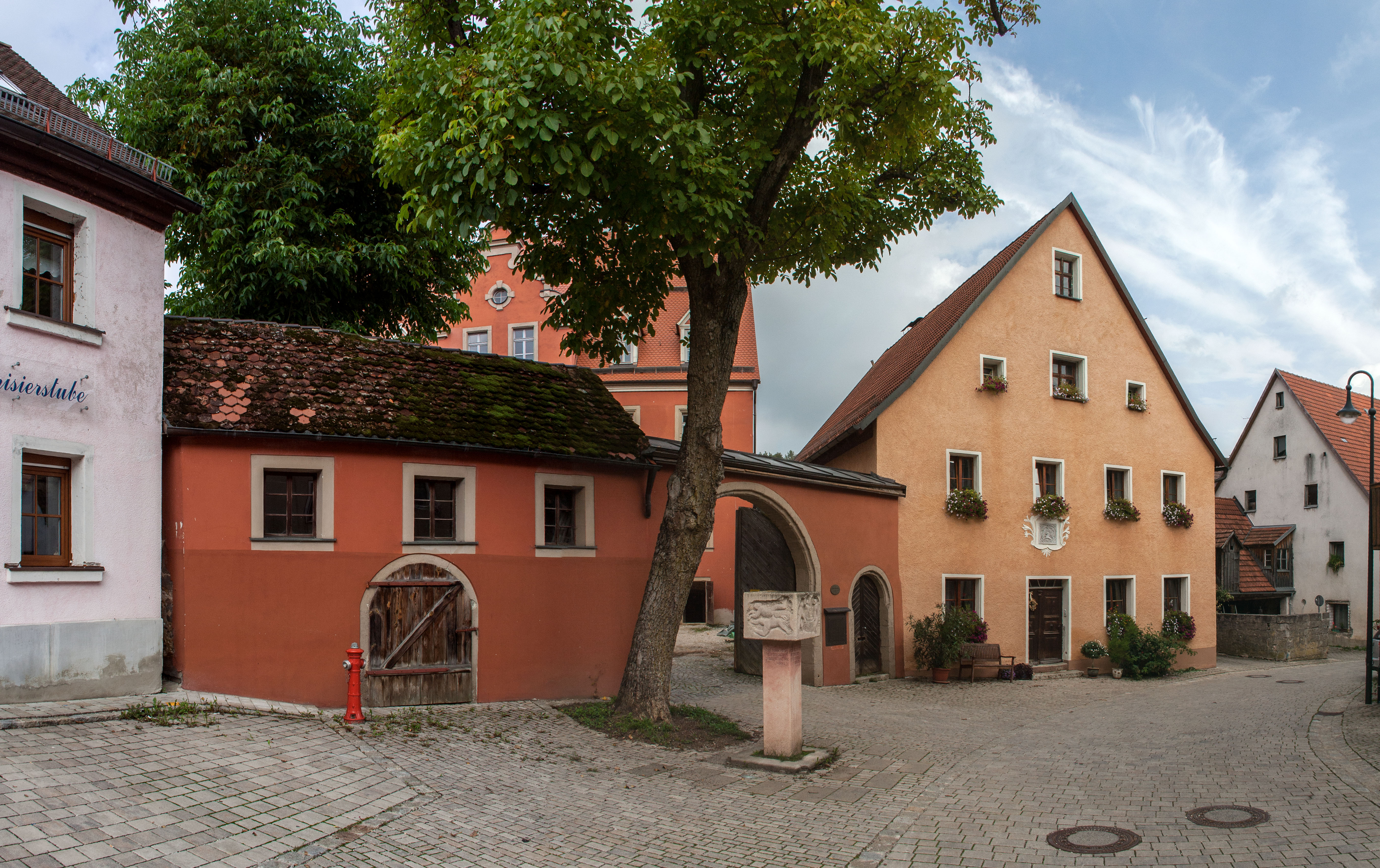
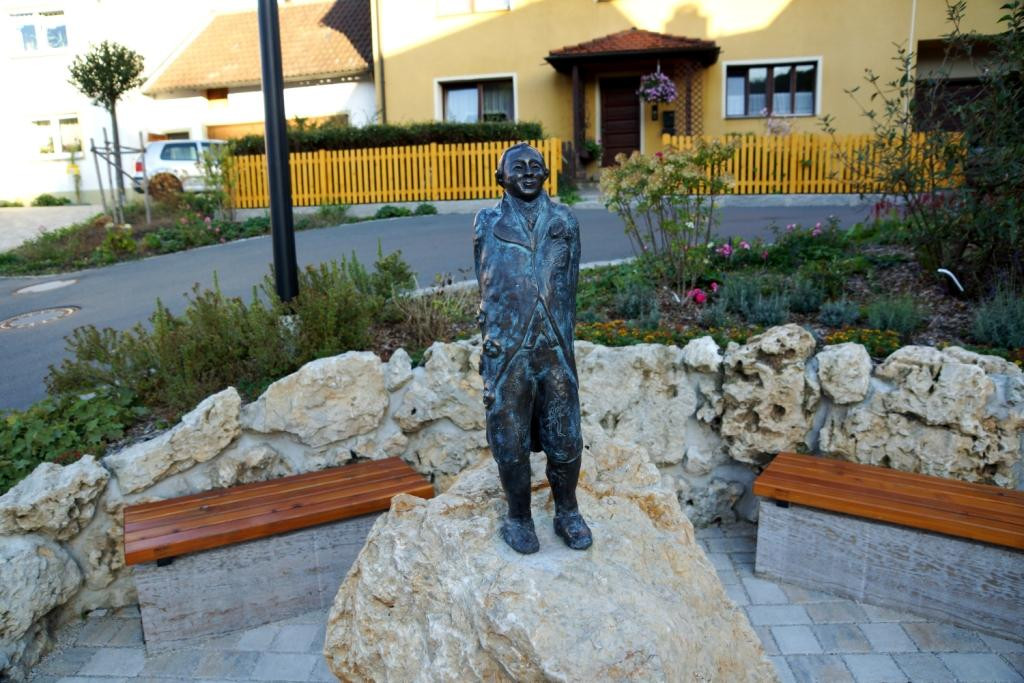
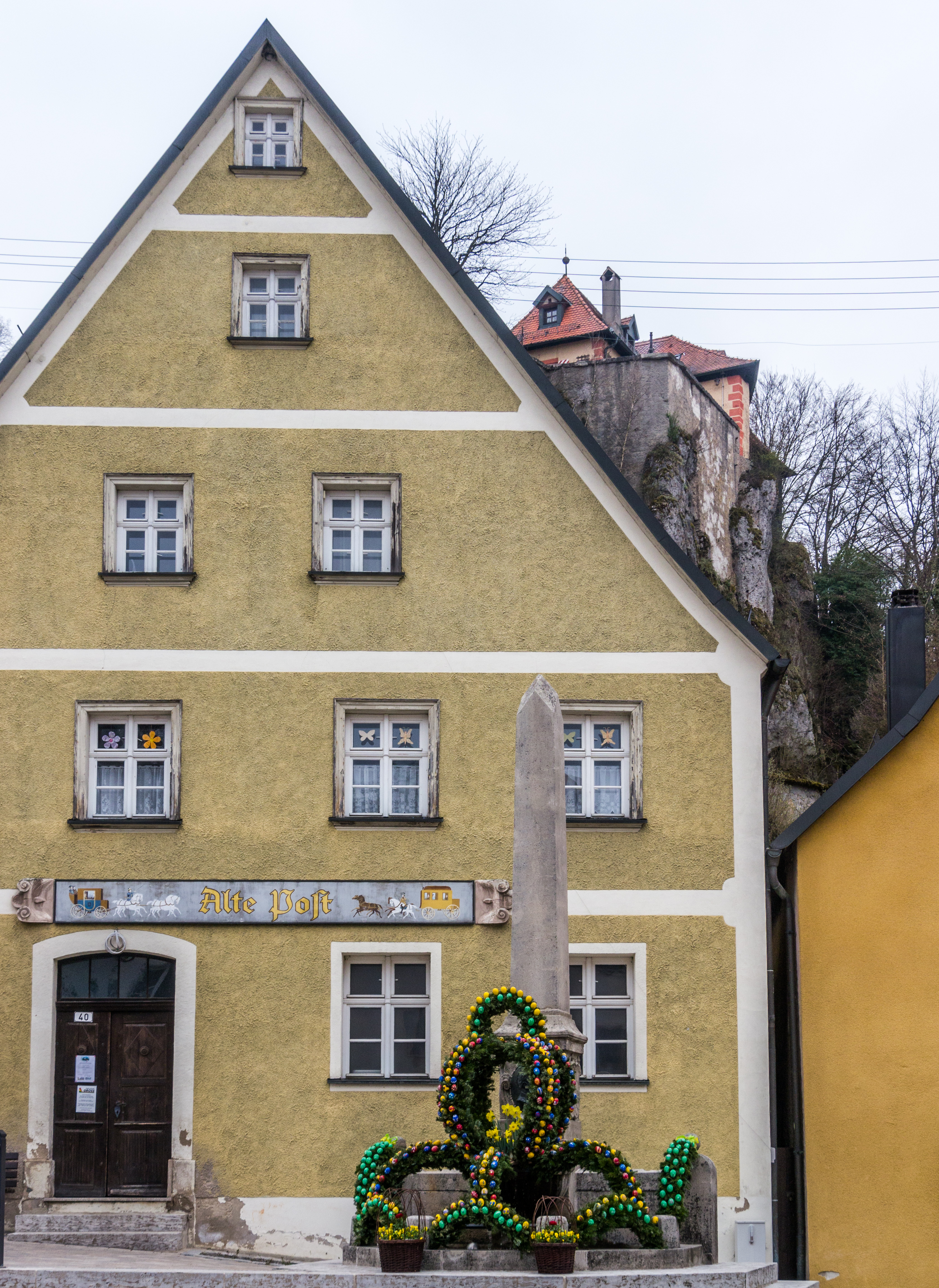
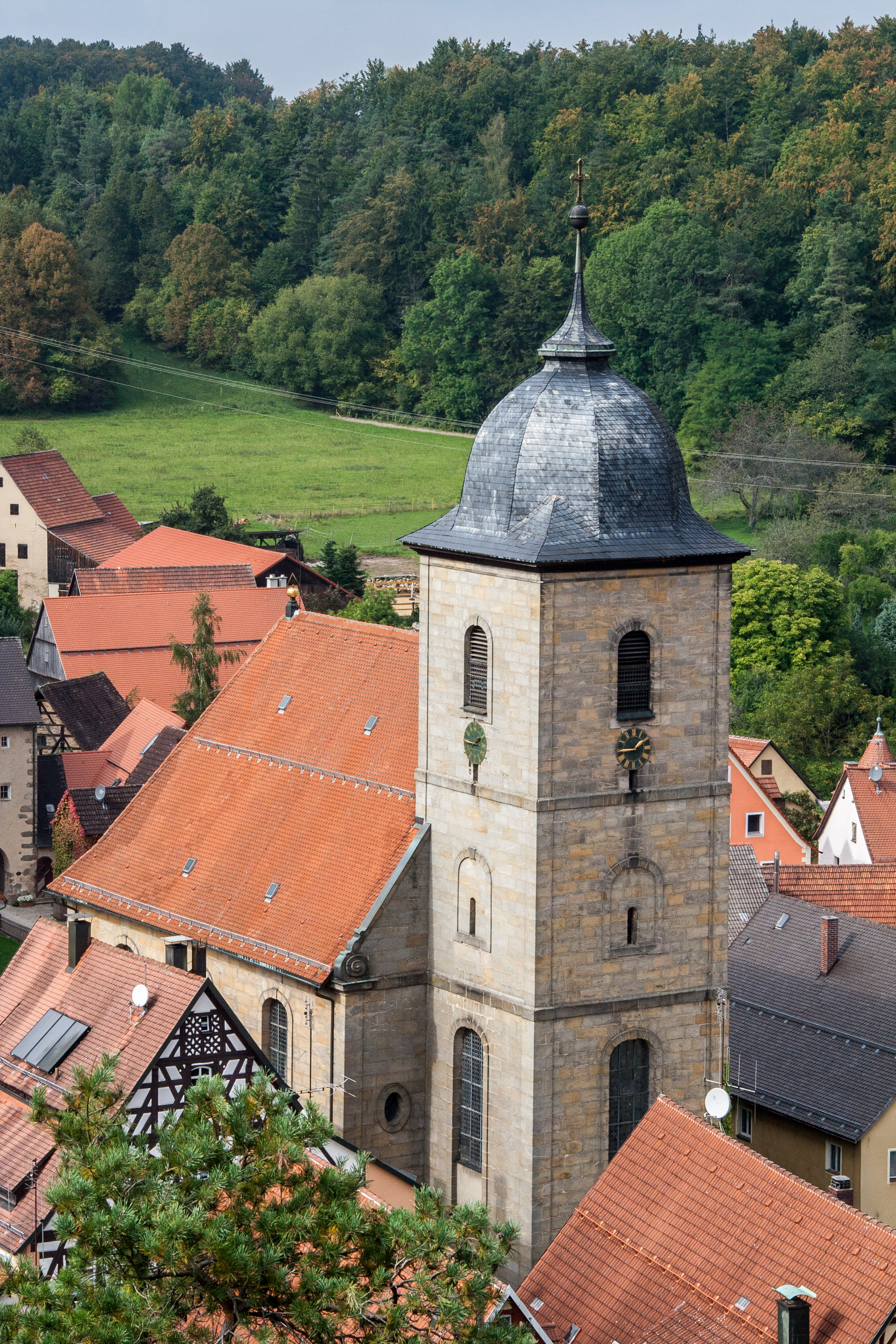
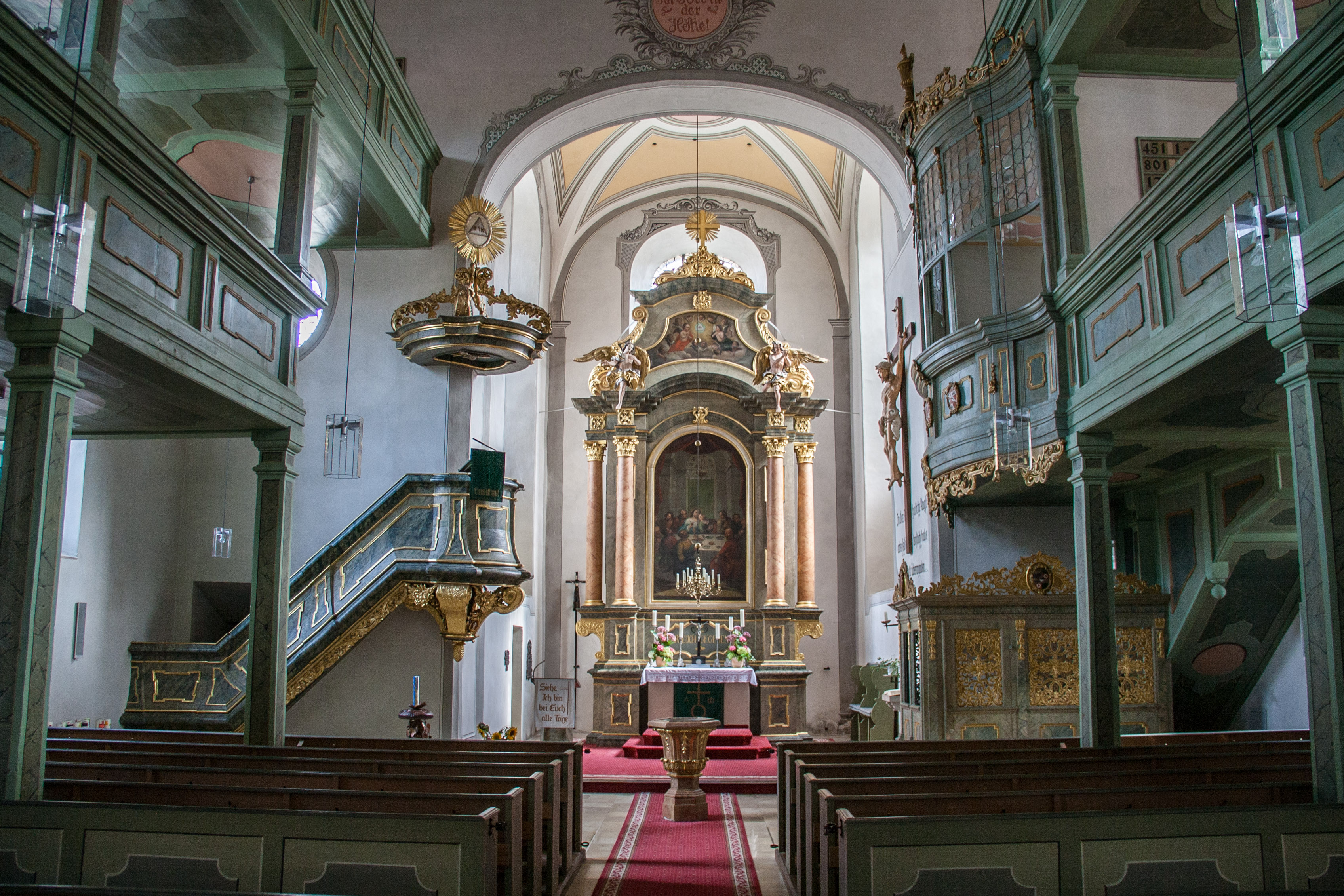
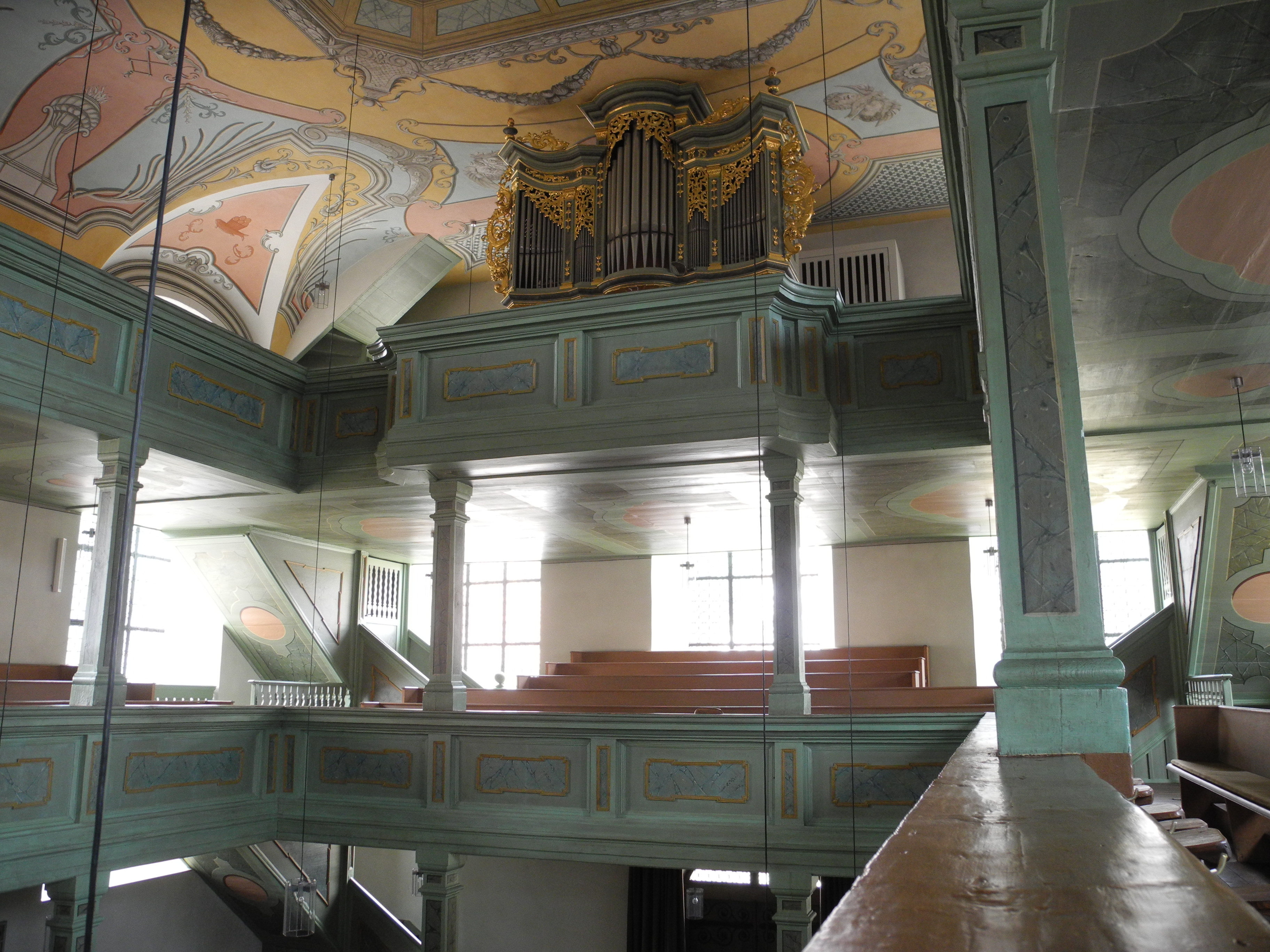
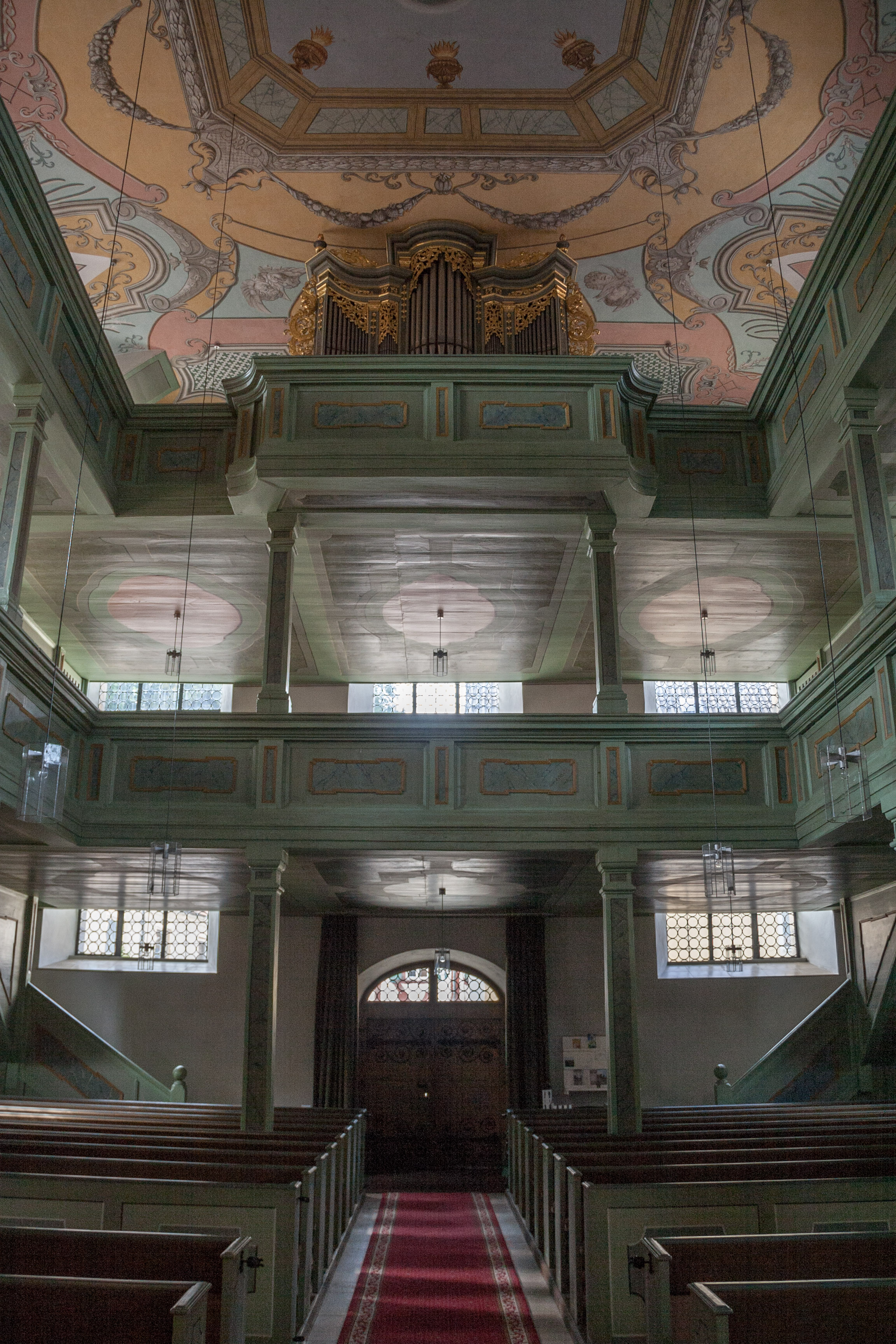
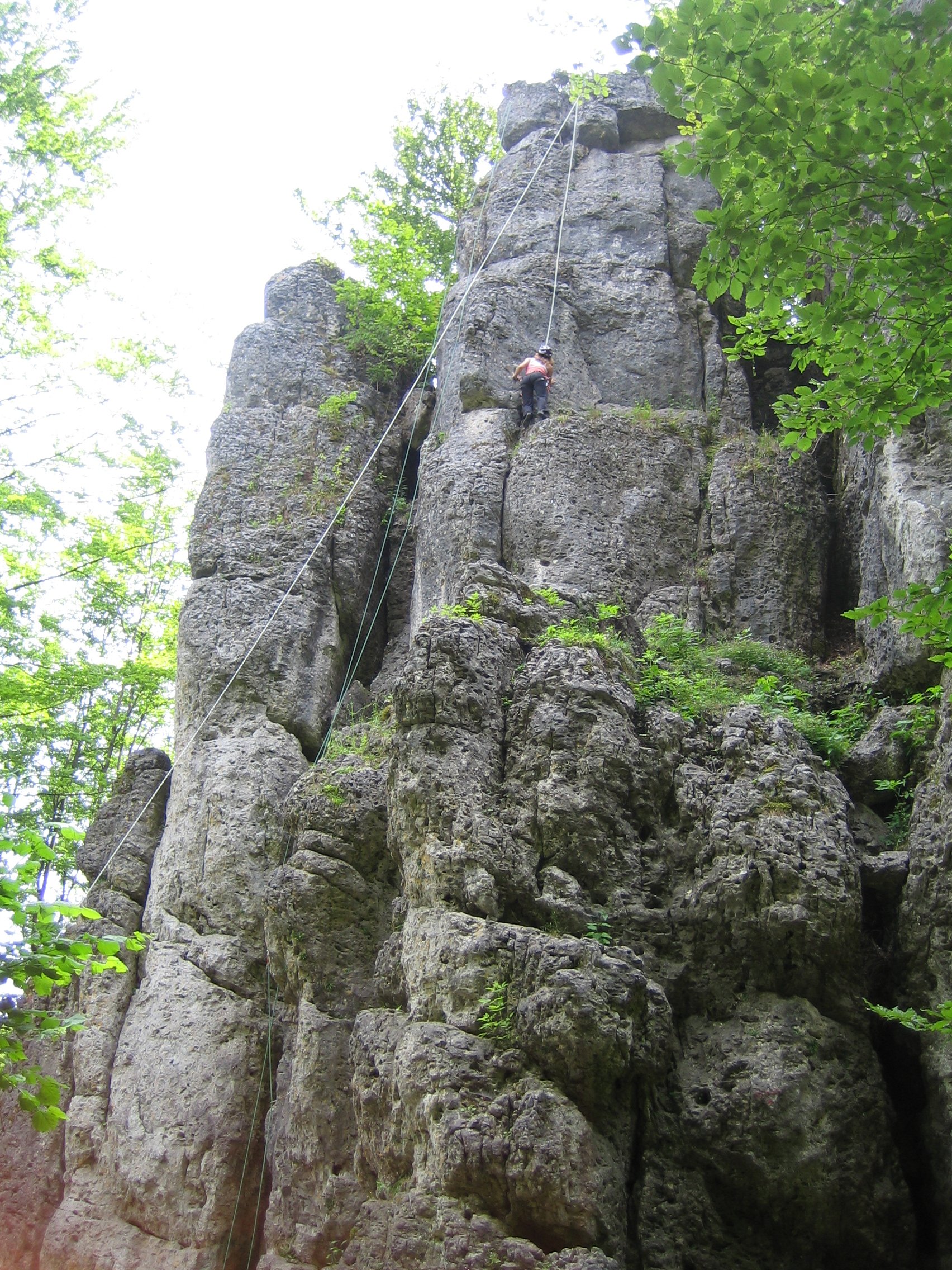
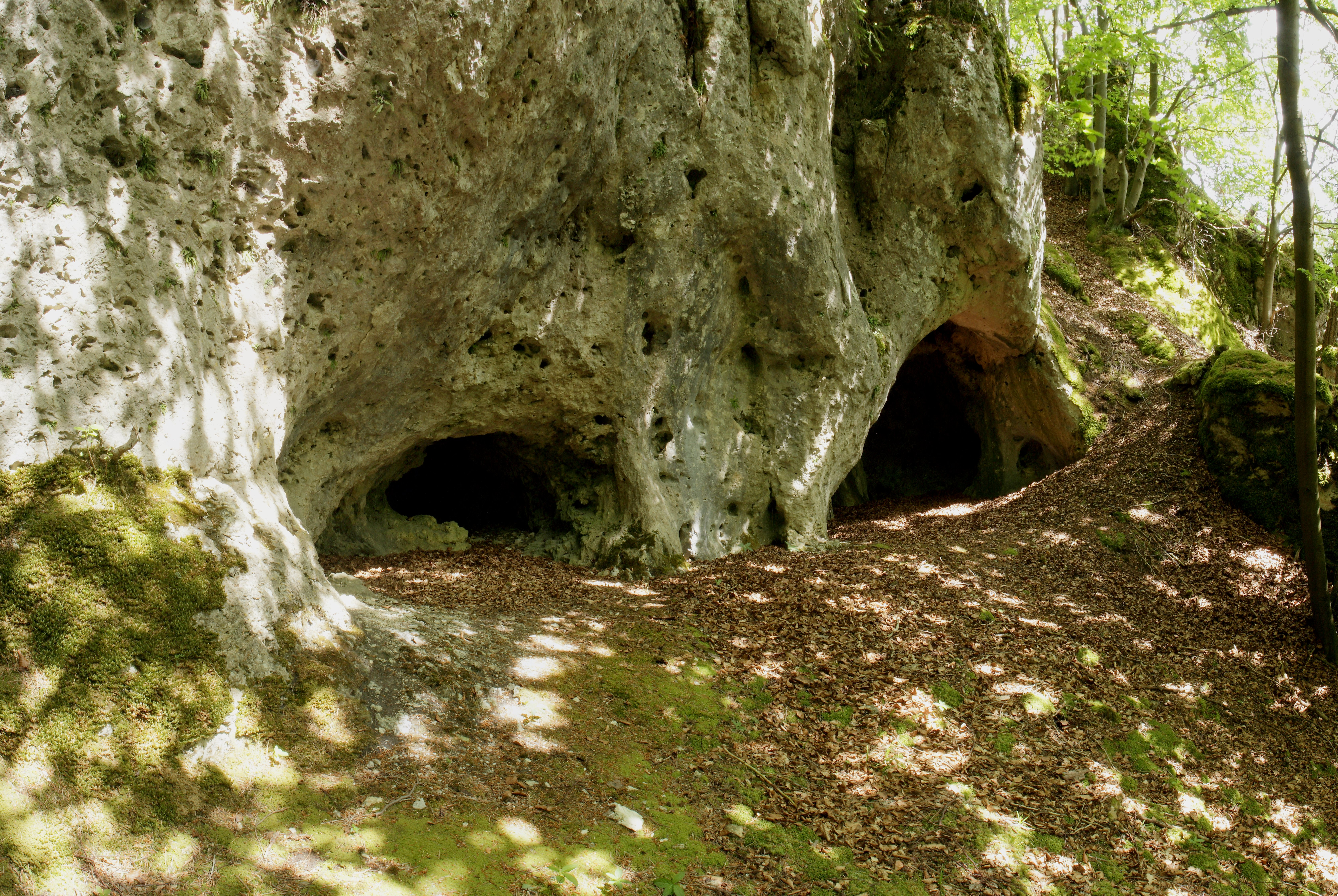
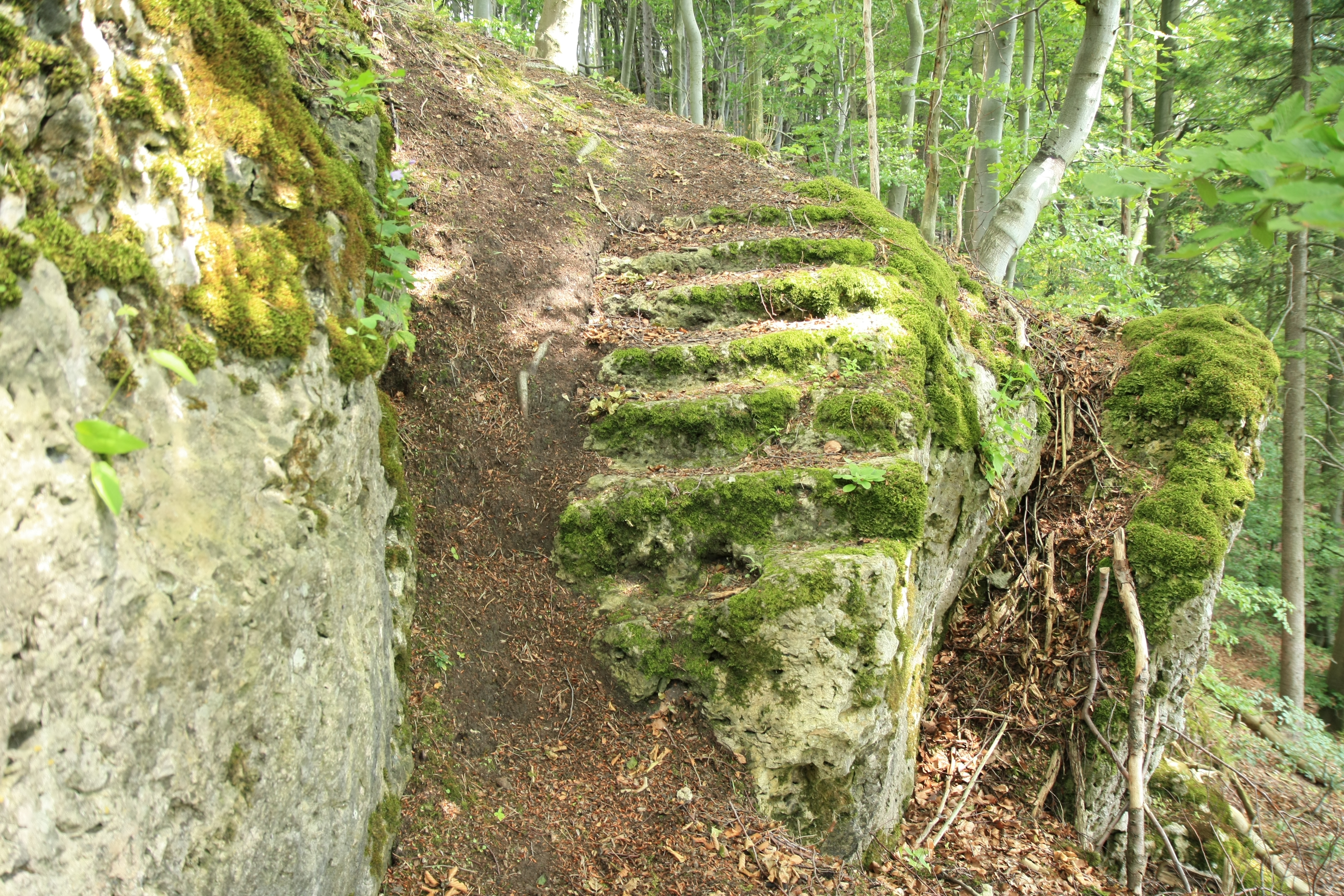
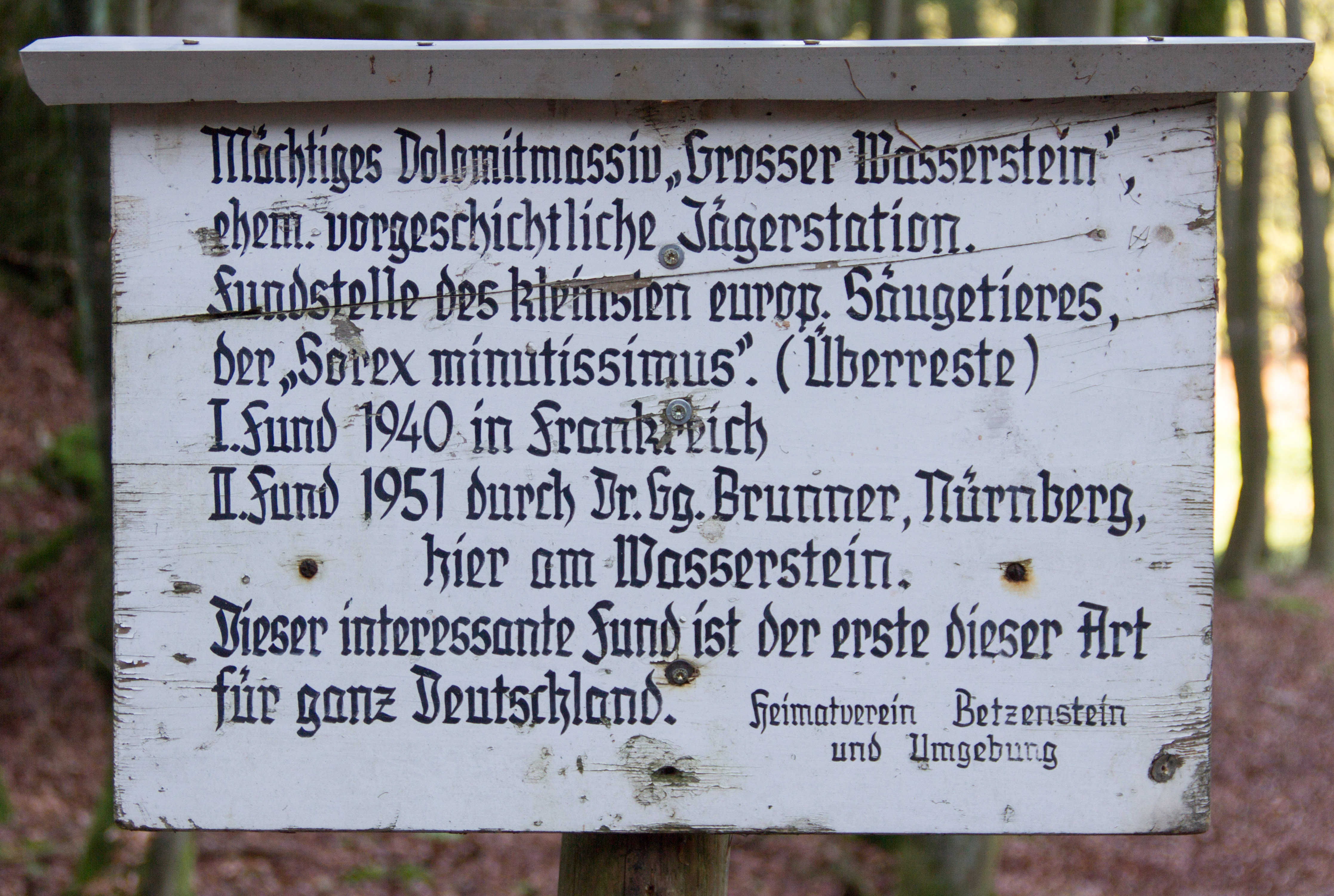

## Nevezetességek
- Betzenstein kastély (vár)

## Népessége
| Lakosok száma | 2326 | 2282 | 2490 | 2476 | 2473 | 2507 | 2467 | 2475 | 2529 | 2515 |
|               | 1970 | 1975 | 2011 | 2012 | 2014 | 2015 | 2017 | 2019 | 2022 | 2023 |